# ハル・フィニー
ハル・フィニー（Harold Thomas Finney II, 1956年5月4日 - 2014年8月28日）は、アメリカ合衆国のコンピューター科学者。カリフォルニア州コーリンガ生まれ。
PGP Corporationでフィル・ジマーマンに雇われた２人目の開発者である。最初期のビットコインユーザーであり、ビットコインプロトコルの作成者であるサトシ・ナカモトから世界で最初のビットコイン取引を受けた人物。

## 経歴
カリフォルニア工科大学に入学し、1981年に工学の学士号を取得した。
卒業後、マテル社のコンピューターゲーム部門に勤務。その後、2011年に引退するまでPGP Corporationで勤務。
彼は暗号活動家としても活躍しており、1990年代初めにはサイファーパンクに定期的に投稿していただけでなく、２つの匿名リメーラも使用していた。
さらに、彼はコンテストでNetscapeが使用していたエクスポートグレードの暗号を破ることにも成功している。
2004年、彼はビットコインが作られる前に最初のリユーザブル・プルーフ・オブ・ワーク(Reusable Proof-of-work、RPOW)を作成した。
2009年1月、彼はビットコインネットワークの最初の取引受取人となった。取引量は10BTC。

## ビットコイン
彼は初期のビットコインユーザーで、その創業者であるサトシ・ナカモトから最初のビットコイン取引を受けた。このことから、フィニーと同じ街（カリフォルニア州テンプルシティ）に10年住んでいた、ドリアン・プレンティス・サトシ・ナカモト氏がビットコインの創作者であるという推測が生まれた。フィニーは彼が（ビットコインの創作者である）サトシ・ナカモトではないとしている。
2013年3月、フィニーはビットコインの公式フォーラムである「BitcoinTalk」に自身が活動を休止する旨を投稿したが、プログラムの作成自体は続けた。彼は死ぬ間際には、ビットコインウォレットを強化するために、信頼性の高いシステムを使用したbcflickという実験的なソフトウェアの製作に取り組んでいた。
2013年に、フィニーは医療費として巨額のビットコインを使用した。これを機に、実業家たちによるビットコインの巨額な要求が行われている。
同年、フィニーは1,000ビットコインを引き渡すよう脅迫する匿名の電話を受け取った。
その後、フィニー夫妻はスワッティングの被害を受けた。フィニーは「詐欺師たちは、偽装した電話番号を使って緊急通報を行い、私の家に武装警察が突入するように指示する凶悪な犯罪を実行した」と語っている。

## 私生活
活発にマラソンランナーとして活動していたとされる。
2009年10月フィニーは個人のブログ「Less Wrong」にて、2009年8月の時点で、筋萎縮性側索硬化症（ALS）と診断されていたことを明らかにした。
このことを受け、フィニーと妻はサンタバーバラ国際マラソンに出場し、ALSの研究へ賞金を寄付している。

## 死後
ハル・フィニーはフェニックスにて2014年8月28日に死亡し、アルコー延命財団で凍結保存された。